# Saint-Cyprien-de-Napierville
Saint-Cyprien-de-Napierville es un municipio de la provincia de Quebec, Canadá. Es una de las ciudades pertenecientes al municipio regional de condado de Les Jardins-de-Napierville y, a su vez, a la región de Vallée-du-Haut-Saint-Laurent en Montérégie.

## Geografía
El territorio de Saint-Cyprien-de-Napierville se encuentra ubicado entre los municipios de Saint-Jean-sur-Richelieu al norte, Saint-Blaise-sur-Richelieu al noreste, Saint-Valentin al este, Lacolle al sureste, Saint-Bernard-de-Lacolle al suroeste, Saint-Patrice-de-Sherrington al oeste y Saint-Jacques-le-Mineur al noroeste. El municipio de Napierville está enclavado en el territorio de Saint-Cyprien-de-Napierville. Saint-Cyprien-de-Napierville tiene una superficie total de 97,91 km² cuyos 97,76 son tierra firme.

## Política
Saint-Cyprien-de-Napierville está incluso en el MRC de Les Jardins-de-Napierville. El consejo municipal está compuesto por seis consejeros sin división territorial. El alcalde actual (2015) es Normand Lefebvre, que sucedió a André Tremblay en 2013.
|            | 2005-2009 | 2009-2013 | 2013-2017                                                                                          |
| Alcalde    | André Tremblay | André Tremblay | Normand Lefebvre                                                                                   |
| Consejeros | Jean-Pierre Brouillard Jean-François Côté Isabelle D'Avril* Gérard Dumesnil** Raymond Simard Sylviane Soulaine Couture Mario Tremblay | Jean-François Boire Jean-Pierre Brouillard# Patricia Brassard* Gérard Dumesnil Dino Fournier Yvon Roy#** Sylviane Soulaine Couture | Maurice Boissy Michel Dumouchel# Carole Forget# Dino Fournier# Jean-Marie Mercier# Michel Monette# |

* Al inicio del termo pero no al fin.  ** Al fin del termo pero no al inicio.  # En el partido del alcalde (2009 y 2013).
El territorio de Saint-Cyprien-de-Napierville forma parte de las circunscripciones electorales de Huntingdon a nivel provincial y de Beauharnois-Salaberry a nivel federal.

## Demografía
Según el censo de Canadá de 2011, había 1869 personas residiendo en este municipio con una densidad de población de 19,2 hab./km². Los datos del censo mostraron que de las 1570 personas censadas en 2006, en 2011 hubo un aumento de 299 habitantes (19,0 %). El número total de inmuebles particulares resultó de 707. El número total de viviendas particulares que se encontraban ocupadas por residentes habituales fue de 693.
Evolución de la población total, Saint-Cyprien-de-Napierville, 1991-2015